# Espinassa e Vausèla
Espinassa e Vozela (en francès Espinasse-Vozelle) és un municipi francès, situat al departament de l'Alier i a la regió d'Alvèrnia-Roine-Alps. L'any 2007 tenia 821 habitants.

## Demografia

### Població
El 2007 la població de fet d'Espinasse-Vozelle era de 821 persones. Hi havia 318 famílies de les quals 64 eren unipersonals (30 homes vivint sols i 34 dones vivint soles), 116 parelles sense fills, 123 parelles amb fills i 15 famílies monoparentals amb fills.
La població ha evolucionat segons el següent gràfic:
Habitants censats

### Habitatges
El 2007 hi havia 359 habitatges, 331 eren l'habitatge principal de la família, 12 eren segones residències i 16 estaven desocupats. 358 eren cases i 1 era un apartament. Dels 331 habitatges principals, 297 estaven ocupats pels seus propietaris, 29 estaven llogats i ocupats pels llogaters i 5 estaven cedits a títol gratuït; 9 tenien dues cambres, 28 en tenien tres, 98 en tenien quatre i 195 en tenien cinc o més. 280 habitatges disposaven pel capbaix d'una plaça de pàrquing. A 132 habitatges hi havia un automòbil i a 188 n'hi havia dos o més.

### Piràmide de població
La piràmide de població per edats i sexe el 2009 era:
| Homes | Edats   | Dones |
| ----- | ------- | ----- |
| 0     | 95 o +  | 0     |
| 4     | 90 a 94 | 4     |
| 4     | 85 a 89 | 0     |
| 8     | 80 a 84 | 0     |
| 20    | 75 a 79 | 12    |
| 8     | 70 a 74 | 28    |
| 16    | 65 a 69 | 28    |
| 12    | 60 a 64 | 8     |
| 20    | 55 a 59 | 24    |
| 12    | 50 a 54 | 28    |
| 84    | 45 a 49 | 28    |
| 28    | 40 a 44 | 48    |
| 24    | 35 a 39 | 20    |
| 20    | 30 a 34 | 28    |
| 4     | 25 a 29 | 4     |
| 40    | 20 a 24 | 16    |
| 44    | 15 a 19 | 28    |
| 20    | 10 a 14 | 4     |
| 20    | 5 a 9   | 8     |
| 8     | 0 a 4   | 24    |

## Economia
El 2007 la població en edat de treballar era de 545 persones, 414 eren actives i 131 eren inactives. De les 414 persones actives 378 estaven ocupades (197 homes i 181 dones) i 36 estaven aturades (18 homes i 18 dones). De les 131 persones inactives 62 estaven jubilades, 35 estaven estudiant i 34 estaven classificades com a «altres inactius».

### Ingressos
El 2009 a Espinasse-Vozelle hi havia 348 unitats fiscals que integraven 886 persones, la mediana anual d'ingressos fiscals per persona era de 18.494 €.

### Activitats econòmiques
Dels 35 establiments que hi havia el 2007, 2 eren d'empreses de fabricació d'altres productes industrials, 11 d'empreses de construcció, 7 d'empreses de comerç i reparació d'automòbils, 1 d'una empresa de transport, 5 d'empreses d'hostatgeria i restauració, 1 d'una empresa financera, 2 d'empreses immobiliàries, 1 d'una empresa de serveis, 2 d'entitats de l'administració pública i 3 d'empreses classificades com a «altres activitats de serveis».
Dels 9 establiments de servei als particulars que hi havia el 2009, 2 eren paletes, 3 fusteries, 1 lampisteria, 2 electricistes i 1 restaurant.
Dels 2 establiments comercials que hi havia el 2009, 1 era una botiga de menys de 120 m² i 1 una botiga de congelats.
L'any 2000 a Espinasse-Vozelle hi havia 25 explotacions agrícoles que ocupaven un total de 561 hectàrees.

## Equipaments sanitaris i escolars
El 2009 hi havia una escola elemental integrada dins d'un grup escolar amb les comunes properes formant una escola dispersa.

## Poblacions més properes
El següent diagrama mostra les poblacions més properes.